# Kobenz
Kobenz ist eine Marktgemeinde im Bezirk Murtal in der Steiermark mit 2082 Einwohnern (Stand 1. Jänner 2024).

## Geografie
Die Gemeinde liegt nördlich der Mur, sowohl am östlichen Rand des Aichfeldes wie im Süden des Seckauer Beckens, an den Ausläufern der Seckauer Alpen (Seckauer Zinken, Maria Schnee, Tremmelberg).

### Gemeindegliederung
Das Gemeindegebiet umfasst folgende sieben Ortschaften (Einwohner Stand 1. Jänner 2024):
- Hautzenbichl (381)
- Kobenz (780)
- Neuhautzenbichl (190)
- Oberfarrach (121)
- Raßnitz (241)
- Reifersdorf (183)
- Unterfarrach (186)

Die Gemeinde besteht aus drei Katastralgemeinden (Fläche Stand 31. Dezember 2023):
- Farrach (526,17 ha)
- Kobenz (594,74 ha)
- Raßnitz (643,78 ha)

Kobenz liegt im Gerichtsbezirk Judenburg.

### Nachbargemeinden
| Seckau    | Seckau                                      | Seckau, Sankt Marein bei Knittelfeld |
| Seckau    | Kompassrose, die auf Nachbargemeinden zeigt | Sankt Lorenzen bei Knittelfeld       |
| Spielberg | Knittelfeld                                 | Sankt Margarethen bei Knittelfeld    |

## Geschichte
Bereits im Jahre 860 wurde der Ort als „ad Chumbenzam“ erstmals in der Königsurkunde Ludwigs des Deutschen urkundlich erwähnt. 1151 wurde die Pfarre vom Salzburger Erzbischof Eberhard I. an die damalige Propstei Seckau verliehen.
Am 8. Juli 2007 wurde Kobenz zur 125. Marktgemeinde der Steiermark ernannt. 2012 wurde das Projekt „Straßennamenänderung“ abgeschlossen, seit 1. Dezember sind neue Adressen und die neue PLZ 8723 für das gesamte Gemeindegebiet gültig.
Seit dem Jahre 2004 führt die Gemeinde Kobenz die offizielle Bezeichnung „Gesunde Gemeinde – Lebenswerte Gemeinde“.

### Bevölkerungsentwicklung

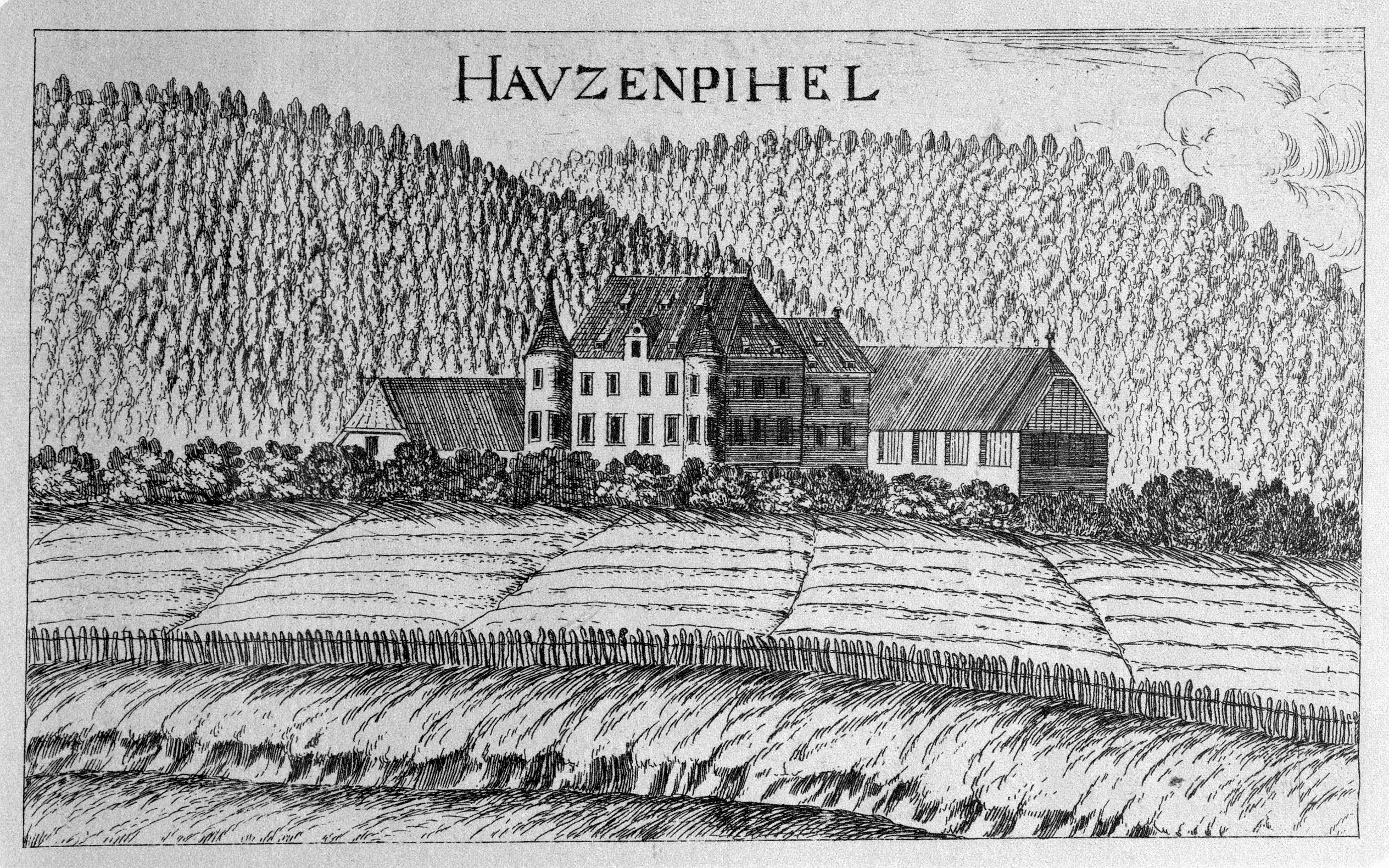
Schloss Hautzenbichl, Vischer, 1681

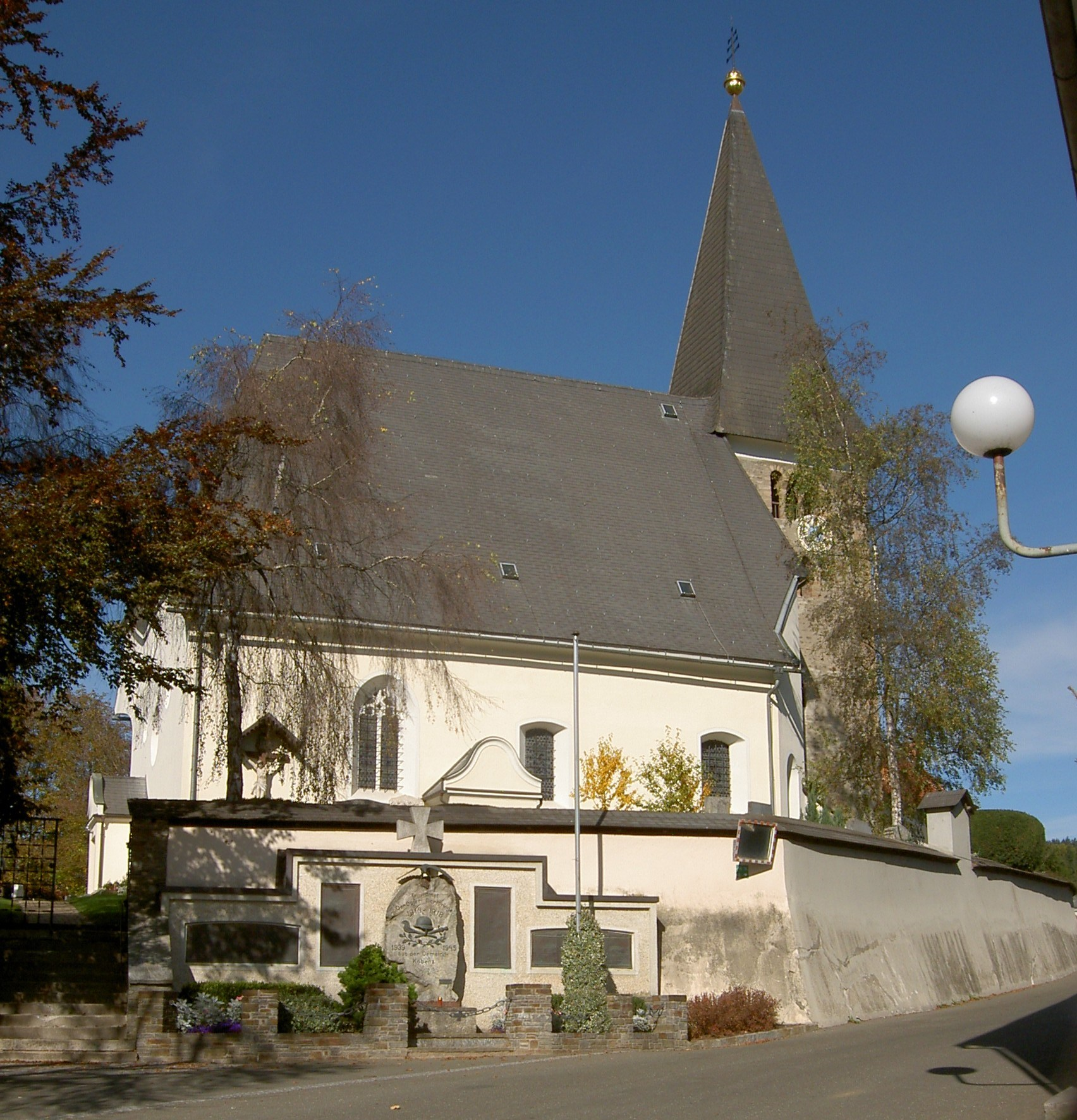
Pfarrkirche

## Kultur und Sehenswürdigkeiten
- Schloss Hautzenbichl
- Katholische Pfarrkirche Kobenz hl. Rupert
- St. Koloman-Kirche
- Museum der Landtechnik[6]
- Wegkreuze: Wegscheider-, Forst-, Grüngraben-, Oberreiter-, Griesmoarkreuz

## Wirtschaft und Infrastruktur

### Tourismus
Die Gemeinde bildete gemeinsam mit Lobmingtal, Gaal, Seckau, Spielberg, St. Marein-Feistritz und Zeltweg den Tourismusverband „Tourismus am Spielberg“. Heute ist Kobenz Teil der Tourismus-Erlebnisregion Murtal. Deren Sitz ist in Spielberg.

### Bildung
- Volksschule Kobenz[6]
- Landwirtschaftliche Fachschule
- Kindergarten Kobenz

### Vereine
- Freiwillige Feuerwehr Kobenz
- Kameradschaftsbund (ÖKB)
- Kobenzer Frauen
- Kinder- und Jugendturnen
- Landjugend Kobenz
- Musikverein Kobenz (MV)
- Pensionistenverband Kobenz
- Seniorenbund Kobenz
- Singgemeinschaft Kobenz (SGK)
- Union Nordischer Ski Club Kobenz
- Union Sportverein Kobenz
- Oldtimerfreunde Kobenz[8]

### Sport
Als Sportmöglichkeiten bieten sich Fußball, Tennis, Reiten, Schwimmen, Radfahren und Wandern. Im Winter stehen Langlaufloipen zur Verfügung.
In der Nähe des Zechner-Badeteichs findet sich in der Mur die Zechner Walze zum Spielbootfahren.

## Politik

### Gemeinderat
| Der Gemeinderat hat 15 Mitglieder. - Mit den Gemeinderatswahlen in der Steiermark 2000 hatte der Gemeinderat folgende Verteilung: 12 ÖVP, 2 SPÖ und 1 FPÖ. - Mit den Gemeinderatswahlen in der Steiermark 2005 hatte der Gemeinderat folgende Verteilung: 11 ÖVP, 3 SPÖ und 1 FPÖ. - Mit den Gemeinderatswahlen in der Steiermark 2010 hatte der Gemeinderat folgende Verteilung: 11 ÖVP, 3 SPÖ und 1 FPÖ. - Mit den Gemeinderatswahlen in der Steiermark 2015 hatte der Gemeinderat folgende Verteilung: 10 ÖVP, 4 SPÖ und 1 FPÖ. - Mit den Gemeinderatswahlen in der Steiermark 2020 hatte der Gemeinderat folgende Verteilung: 12 ÖVP und 3 SPÖ. - Mit den Gemeinderatswahlen in der Steiermark 2025 hat der Gemeinderat folgende Verteilung: 8 ÖVP, 4 SPÖ, 2 FPÖ und 1 Wir Kobenz. | Hier fehlt eine Grafik, die leider im Moment aus technischen Gründen nicht angezeigt werden kann. Wir arbeiten daran! |

### Bürgermeister
- bis 2003 Ernst Dier (ÖVP)
- 2004–2022 Eva Leitold (ÖVP)
- seit 2022 Eva Pickl (ÖVP)[15]

### Wappen
Blasonierung:
„In grünem Schild einen wachsenden goldenen Krummstab, rechts von einer silbernen Salzkufe, links von einer zweischneidigen Pflugschar begleitet.“

## Persönlichkeiten

### Söhne und Töchter der Gemeinde
- Anton Bärnfeind (1833–1907), Landwirt und Abgeordneter zum Österreichischen Abgeordnetenhaus